# Trois Rivières
Les Trois Rivières is een rivier in het noorden van Haïti. De rivier heeft een lengte van 150 kilometer met een gemiddelde breedte van 60 meter en een diepte tussen de drie en vier meter. Het debiet bedraagt 6,5 m³/s.
De rivier ontspringt in het Massif du Nord. Daarna stroomt hij door de plaatsen Plaisance en Pilate, en bereikt uiteindelijk Port-de-Paix. In deze stad gaat hij door de wijken Bois Rouge en Paulin, om ten slotte dicht bij de Luchthaven Port-de-Paix in de Caraïbische Zee te stromen.